# SN 1970D
SN 1970D – supernowa odkryta 7 kwietnia 1970 roku w galaktyce PGC0031589. W momencie odkrycia miała maksymalną jasność 17,00m.